# Podlipowo
Podlipowo (russisch Подлипово, deutsch Hochlindenberg) ist ein Ort in der russischen Oblast Kaliningrad. Er liegt im Ostteil des Rajon Prawdinsk und gehört zur kommunalen Selbstverwaltungseinheit Stadtkreis Prawdinsk.

## Lage
Podlipowo am Flüsschen Putilowka (dt. Aschwöne od. Swine) liegt etwa 15 Kilometer nordöstlich der Siedlung städtischen Typs Schelesnodoroschny und etwa 35 Kilometer östlich der Rajonshauptstadt Prawdinsk.

## Geschichte
Das ehedem Hochlindenberg genannte Dorf entstand im 17. Jahrhundert auf einer Wildnis, die für Siedlungszwecke kultiviert wurde. Um 1774 gab es hier 21 erbfreie Bauern.
Am 9. April 1874 wurde Hochlindenberg Amtsdorf und damit namensgebender Ort für einen neuerrichteten Amtsbezirk. Der Amtsbezirk Hochlindenberg gehörte bis 1945 zum Landkreis Gerdauen im Regierungsbezirk Königsberg in der preußischen Provinz Ostpreußen. Einbezogen waren außer Hochlindenberg mit dem Ortsteil Plaitil (1938–1945 Plattau, russisch: Tarassowo) die Gemeinden Ellernbruch (russisch: Watutino) und Lieskendorf (russisch: Liskino).
Im Laufe des 19. Jahrhunderts wurden mehrere Höfe zu einem Gut zusammengefasst. Josef Pichler und nach ihm alle weiteren Gutsbesitzer erweiterten ab 1783 den Besitz um Nachbarhöfe. Unter Gottlieb Kreutzberger (1808–1877) hatte das Gut eine Betriebsfläche von 454 Hektar, wozu auch eine Wassermühle an der Aschwöne (Swine) gehörte. Sein Sohn Carl Kreutzberger (1841–1925) war eine überregional bekannte und engagierte Persönlichkeit und erlangte aufgrund seiner erfolgreichen Pferdezucht große Berühmtheit. Er ließ den Gutshof um mehrere Wirtschaftsgebäude erweitern und errichtete ein schlichtes Gutshaus.
Waren im Jahre 1910 noch 296 Einwohner in Hochlindenberg registriert, so sank ihre Zahl bis 1933 nur unwesentlich auf 270 und betrug 1939 noch 275.
Im Januar 1945 flüchteten die Bewohner Hochlindenbergs vor der herannahenden Roten Armee. Hochlindenberg kam zur Sowjetunion und erhielt 1947 die neue Bezeichnung „Podlipowo“, die sich ebenfalls auf die Baumart Linde bezieht. Den Krieg überstanden einige Gebäude, wurden jedoch zum Teil im Jahr 2004 abgerissen. Das Gutshaus diente der Verwaltung einer Kolchose und ab 2007 als Diskothek, Kino und Büro.
Im Jahr 1947 wurde Podlipowo Sitz eines Dorfsowjets im Rajon Prawdinsk, der später nach Krylowo verlegt wurde (näheres siehe dort). Von 2004 bis 2015 gehörte der Ort zur Landgemeinde Mosyrskoje selskoje posselenije und seither zum Stadtkreis Prawdinsk.

## Kirche
Die mehrheitlich evangelische Bevölkerung gehörte vor 1945 zum Kirchspiel Nordenburg (russisch: Krylowo) im Kirchenkreis Gerdauen (Schelesnodoroschny) innerhalb der Kirchenprovinz Ostpreußen der Kirche der Altpreußischen Union. Die letzten deutschen Geistlichen waren die Pfarrer Alfred Kaminsky und Paul Terpitz.
Heute liegt Podlipowo im Einzugsbereich der neugegründeten evangelischen Gemeinde in Tschernjachowsk (Insterburg). Sie ist der Propstei Kaliningrad in der Evangelisch-Lutherischen Kirche Europäisches Russland (ELKER) zugeordnet.

## Schule
1738/39 wurde in Hochlindenberg die erste Schule eingerichtet. 1904 wandelte man die alte Schule in ein Wohnhaus um und errichtete ein neues Schulgebäude. Ein erneuter Neubau erfolgte im Jahre 1938 und überstand den Krieg. Den Vorgängerbau riss man 2004 ab.

## Verkehr
Durch den Ort verläuft die Regionalstraße 27A-027 (ex  R 508) – hier von Südost nach Nordwest im Abschnitt von Kamenka (4 km) an der Regionalstraße 27A-044 (ex A 197) nach Mosyr (6 km). In Podlipowo mündet aus Richtung Osten eine Nebenstraße aus Liskino (1 km) in die Hauptstraße ein. Ein Kilometer südöstlich zweigt die Kommunalstraße 27K-144 nach Süden ab und erreicht zwei Kilometer südlich von Kotschkino die Regionalstraße 27A-028 (ex A 196).

## Söhne und Töchter der Gemeinde
- Hans Kreutzberger (1891–1970), Landrat in Wittmund und Lebus, Ehrenkommendator des Johanniterordens